# Mojo Mendiola
Mojo Mendiola, auch Mojo Trebron und Norbert Mendiola, (* 12. Januar 1954 in Kempen; † 20. Oktober 2017) war ein deutscher Autor, Musikjournalist, Afro-Amerikanist, Fotograf und Maler.

## Leben
Mendiola wuchs in Düsseldorf auf und studierte dort Germanistik und Anglistik-Amerikanistik. Künstlerisch begann er in den 1970er Jahren als Sänger/Songwriter für Folk und Blues und verbrachte unter anderem viel Zeit in Amsterdam und London. 1981 ging er nach New York City, wo er im selben Jahr neben Suzanne Vega zu den Gewinnern des „New York Songwriters in Concert“-Wettbewerbs im Gerde’s Folk City zählte. Unter Anleitung von LeRoi Jones / Amiri Baraka vertiefte er seine Studien in afro-amerikanischer Literatur und Geschichte.
Von der Bühne zog er sich 1983 zurück. Nachdem er sich in Hamburg niedergelassen hatte, veröffentlichte er als Autor und Konzertfotograf in verschiedenen Musikfachzeitschriften und Zeitungen, u. a. in  BM – Black Music & Jazz Review (London), Stereo (damals München, heute Euskirchen), Blues Forum (Berlin, im Mai 1987 eingestellt) und gab die interkulturelle Musik-Website global-mojo.com heraus. Das Center for Black Music Research am Columbia College Chicago hat ihn in sein Directory Of Scholars aufgenommen. Er schrieb das Kinderbuch „Palle Puzzlebüx und die Kinder der offenen Stadt“ sowie den Satire-Band „Helmut Lichtergang erklärt Deutschland“. Nach 1999 war er vor allem als Bildkünstler aktiv. 
2007 zog er nach Krefeld. 2008 verfasste er gemeinsam mit Günter Holthoff das Buch „50 Jahre Jazzkeller Krefeld“. In der Tageszeitung Rheinische Post war er regelmäßig mit kulturjournalistischen Beiträgen vertreten. Seine digitalen Malereien und Mixed Media Objekte präsentierte er ab 2009 in öffentlichen Ausstellungen in Krefeld, Kempen, Moers, Düsseldorf, Detroit und New York.
Am 20. Oktober 2017 verstarb er 63-jährig.

## Werke
- Helmut Lichtergang erklärt Deutschland. Norbert Mendiola, Hamburg 2005 (ausgelistet), ISBN 3-8334-2442-7.
- Palle Puzzlebüx und die Kinder der offenen Stadt. Norbert Mendiola, Hamburg 2003 (ausgelistet), ISBN 3-8330-0679-X.
- 50 Jahre Jazzkeller Krefeld. Günter Holthoff & Mojo Mendiola, Leporello-Verlag, Krefeld 2008, ISBN 978-3-936783-29-2